# Serhij Maherowycz
Serhij Bohdanowycz Maherowycz, ukr. Сергій Богданович Магерович (ur. 28 sierpnia 1975) – ukraiński piłkarz.

## Kariera
W młodości trenował podnoszenie ciężarów. Jako piłkarz grał na pozycji prawego pomocnika. Do 1995 był zawodnikiem zespołu Prykarpattia Iwano-Frankiwsk w ukraińskiej ekstraklasie. Latem 1995 został zawodnikiem Stali Sanok. W barwach tej drużyny w sezonie III ligi 1995/1996 występował nieregularnie, a z uwagi na dolegliwości kręgosłupa wyjechał na leczenie do Lwowa. Zimą i wiosną 1996 mimo wezwań klubu nie odpowiadał za wezwania do stawienia się w Sanoku i nie pojawił się w klubie do końca sezonu. W kolejnym sezonie III ligi 1996/1997 ponownie był w składzie Stali. We wrześniu 1996 zdobył gola w wyjazdowym meczu ze Świtem Krzeszowice, wygranym przez Stal 0:2. Przed rundą wiosenną sezonu 1996/1997 odszedł z drużyny i powrócił na Ukrainę.